# Церква Покрови Пресвятої Богородиці (Нікольська)
Церква Покрови Пресвятої Богородиці (рос. Церковь Покрова Пресвятой Богородицы) — православний храм в слободі Нікольська Міллеровського району Ростовської області; Шахтинська і Міллеровська єпархія, Міллеровське благочиння.

## Історія
Храм, який в даний час стоїть в слободі Нікольській, був освячений на честь Покрови Божої Матері в 1855 році; а селище Свинячий, яке спочатку називалося слобода, отримав по імені церкви нову назву — Свято-Покровська слобода.
Дочка донського отамана Степана Єфремова — поміщиця Меланія Степанівна Кутейникова (дружина генерал-майора Степана Степановича Кутейникова) — у січні 1848 року звернулася з проханням до архієпископа Донському і Новочеркаського Іоанна про будівництво цієї церкви, бо найближчий до слободі храм знаходився в 14 верстах в слободі Криворіжжя. Спочатку в Нікольській був побудований молитовний будинок. Перший камінь нової церкви був закладений через п'ять років, а 31 грудня 1855 року вона була освячена (у січні 1856 року за новим стилем). Пізніше навколо його двору була побудована кам'яна огорожа, а ще через тридцять при церкві заробила церковно-парафіяльна школа. у 1887 році була збудована дерев'яна дзвіниця. Свій внесок у будівництво церкви внесла і старша сестра Меланії Степанівни — Марія Степанівна Вольховська, яка володіла землею на іншому березі річки Калитви.
Доля церкви Покрови Пресвятої Богородиці чекала доля багатьох православних храмів, зведених на Дону — в кінці 1930-х років її закрили, в роки Великої Вітчизняної війни (1944) знову відкрили і пропрацювала вона до 1962 року, коли піднялася нова хвиля хрущовських гонінь на церкву. Храм був закритий, його будівля передана радгоспу «Курський», що зберігався в ньому зерно та сіно. У 1981 році будівлю церкви залишилося без господаря і стало приходити в запустіння.
За відновлення Покровської церкви жителі Нікольської слободи взялися після розпаду СРСР. У жовтні 1995 року на їх сході було прийнято рішення створити молитовний будинок, під який владою було віддано будівля колишніх дитячого садка, потім інтернату і гуртожитки. У квітні 1996 року будівлю було остаточно переобладнано в молитовний будинок. Потім почалося відновлення старої церкви. Всі будівельні роботи були закінчені на початку 2005 року, і в березні цього ж року парафія слободи Нікольської була перетворена на подвір'я Свято-Покровського монастиря, що знаходиться у селі Верхньомакєєвка сусіднього Кашарского району. У наступні роки облаштовувалися внутрішні приміщення храму.
Настоятель Покровського храму ієромонах Димитрій (Корольов), клірик — ієрей Георгій Лукащук.

## Зноски
1. ↑  Храмы, монастыри Ростовской области. Архів оригіналу за 13 листопада 2017. Процитовано 13 листопада 2017.